# Peucedanum adae
Peucedanum adae är en flockblommig växtart som beskrevs av Jurij Nikolajevitj Voronov. Peucedanum adae ingår i släktet siljor, och familjen flockblommiga växter. Inga underarter finns listade i Catalogue of Life.